# 扶风城隍庙
扶风城隍庙位于陕西省扶风县城内东大街，现已辟为扶风县博物馆，1958年被列为扶风县文物保护单位，1992年被列为第三批陕西省文物保护单位，2006年被列为第六批全国重点文物保护单位。
扶风城隍庙始建于明洪武三年（1370年），经明清多次增建、重修。城隍庙坐北朝南，处于南低北高的夯土台地上，南北高差13米，现存建筑十余座，从南到北有：戏楼、山门、木牌坊、钟鼓楼、迎宾听、东西厢房、献殿、大殿、后殿、寝殿等。大殿面阔五间（19米），进深11米。